# France (paquebot de 1912)
Pour les articles homonymes, voir France (homonymie), section Navires.
Le France est un paquebot transatlantique français de la Compagnie générale transatlantique mis en service en 1912 et qui assura la ligne Le Havre—New York jusqu'en 1932, exception faite pendant la Première Guerre mondiale, où il servira de transport de troupes et de navire-hôpital en Méditerranée. Seul navire français à avoir arboré quatre cheminées, il ne sera pas le plus rapide sur l'Atlantique Nord mais sans doute le plus luxueux de son époque. La décoration et l'espace qu'il proposait le feront surnommer le « Versailles des mers ».

## Histoire

### Construction et aménagements

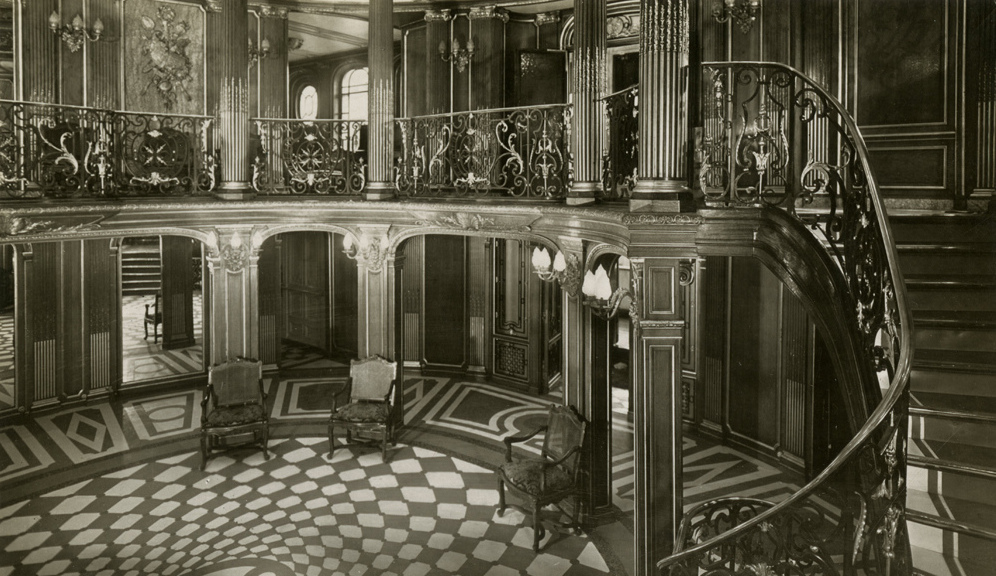
Le Grand Escalier des premières classes.

Mis en chantier sous le nom de La Picardie, aux chantiers de Penhoët de Saint-Nazaire, il est rebaptisé France avant son lancement. En dix ans, il est le 4e paquebot mis en service par la Compagnie générale transatlantique sur la ligne Le Havre—New York, après La Lorraine, La Savoie et La Provence.
C'est le deuxième navire à porter le nom de France au sein de la compagnie. À l’époque, il est le plus grand paquebot français, ses dimensions ayant été dictées par celles des bassins du Havre, et le seul paquebot français à quatre cheminées. Le France n’a jamais officiellement concouru pour le record de vitesse sur l’Atlantique Nord, le fameux Ruban bleu. C'est un choix de Jules Charles-Roux, qui décide peu après son arrivée à la tête de la Compagnie générale transatlantique en 1904, de cesser la course à la vitesse sur l'Atlantique en raison de son coût prohibitif mais de concurrencer les autres compagnies de navigation en misant sur le luxe et l'espace offerts aux passagers. La puissance de ses machines en faisait néanmoins le troisième paquebot le plus rapide sur l’Atlantique Nord, après les célèbres Lusitania et Mauretania de la compagnie britannique Cunard.
Le luxe et le style de ses aménagements lui valent le surnom de « Versailles des Mers », « Versailles de l’Atlantique » ou « Château de l’Atlantique », suivant les sources, avec son grand escalier copié sur celui de l'hôtel de Mazarin, siège de la Bibliothèque nationale de France, son somptueux salon Louis XIV avec une copie du portrait de Sa Majesté fait par Hyacinthe Rigaud, sa décoration « Grand Siècle », son salon mauresque décoré de mosaïques et d'une fontaine de marbre.
Le paquebot présente aussi quelques innovations technologiques avec une turbine à triple détente qui entraine les quatre hélices, et un ascenseur reliant les différents ponts, une première sur un paquebot français.
C'est aussi le paquebot le plus électrifié de son époque (éclairage de tous les locaux et des ponts,feux de route, machineries auxiliaires, poste de TSF...) ce qui lui vaudra quelques déboires lors des essais: En effet les locaux des dynamos ont été placés trop près des cheminées et les ventilateurs de refroidissement des dynamos ingèrent en quantité des escarbilles, qui provoquent des court-circuits dans les collecteurs . Les quatre puissantes dynamos grillent tour à tour, suivies de la dynamo de rechange, interrompant les essais et créant une émotion considérable et des rumeurs de sabotage dans la presse. Une fois modifiées les prises d'air du compartiment des dynamos, l'installation électrique fonctionnera sans plus de soucis pendant toute la carrière du navire.

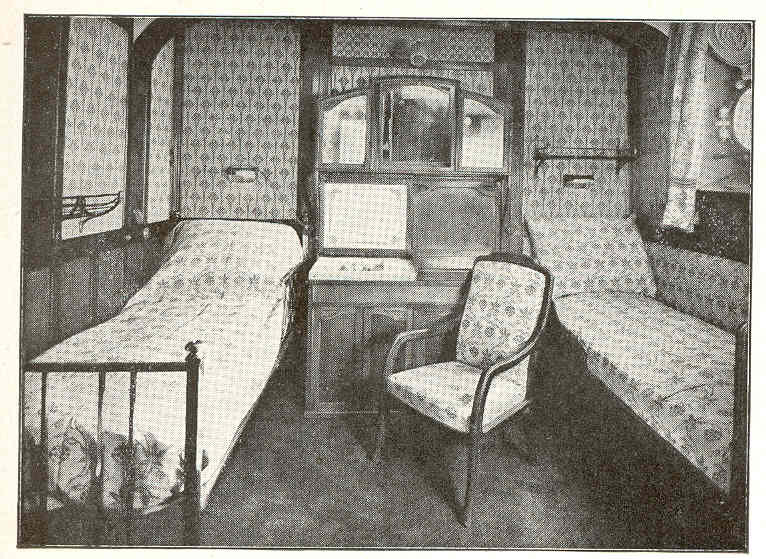
Cabine de première classe.
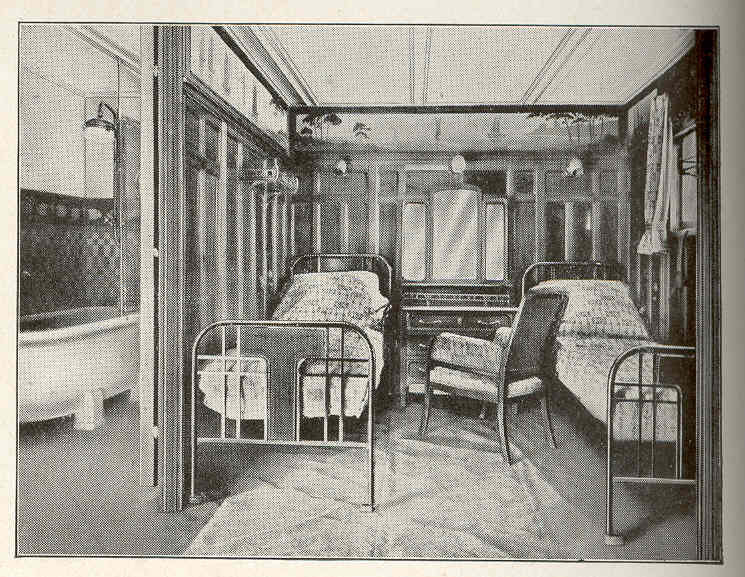
Cabine avec salle de bain.
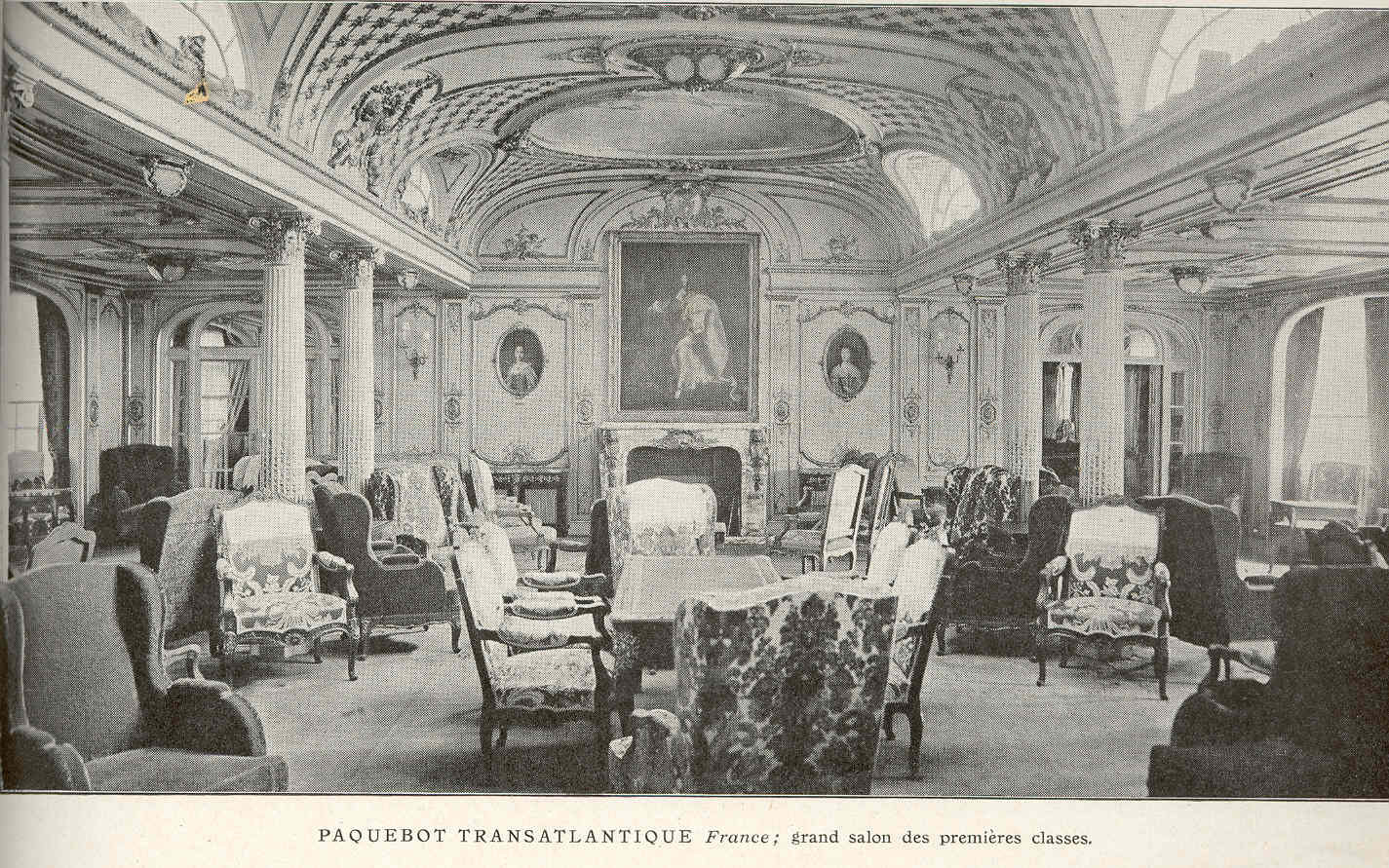
Salon Louis XIV.
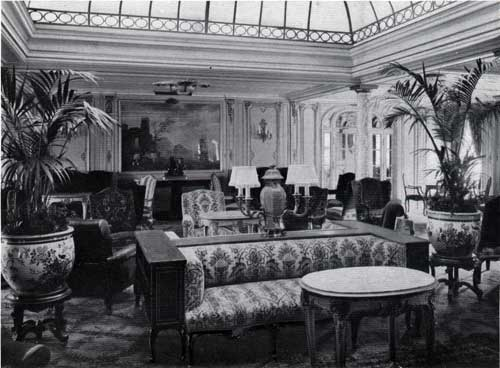
Salon mixte des premières classes.

### En service
Le France quitte Le Havre pour son voyage inaugural le 20 avril 1912 . De fait, les canots de sauvetage ont, dès sa mise en service, une capacité suffisante pour accueillir tous les passagers et les membres d’équipage, réglementation maritime obligatoire à la suite du naufrage du Titanic cinq jours plus tôt . D'ailleurs la Transat faisait discrètement savoir qu'il était le premier paquebot au monde proposant plus de places de canots de sauvetage que de passagers, sans même avoir fait de modifications au cours du chantier. Le paquebot effectuera presque toute sa carrière sur la ligne Le Havre—New York, d’abord en compagnie de La Provence, La Savoie et La Lorraine, puis, après-guerre, en compagnie des paquebots Paris et Île-de-France.
À l'occasion de son voyage inaugural, Jean-Noël Malachard, cinéaste des Films-Pathé, est envoyé à New-York pour filmer l'arrivée du navire. Malheureusement, il meurt dans la catastrophe du Titanic.

### Première Guerre mondiale

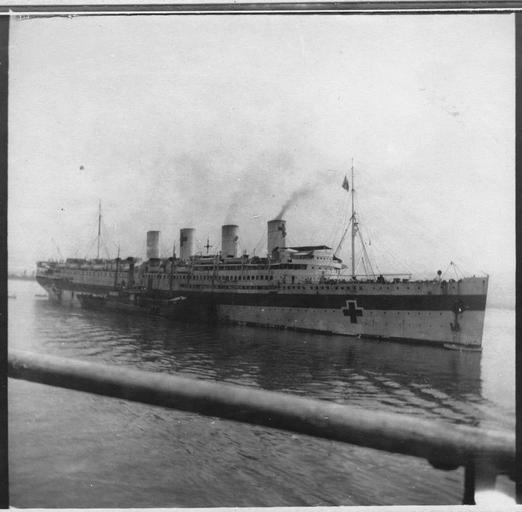
Le France en tant que navire hôpital.

Le 4 août 1914 et bien que la guerre ait été déclarée la veille, la compagnie transatlantique prend le risque de faire partir le France pour New York avec 2 400 passagers à bord, principalement des citoyens américains fuyant le conflit à venir.
Le paquebot est ensuite, dans les semaines suivantes, converti en croiseur auxiliaire et rebaptisé France IV mais est rapidement transformé et utilisé comme transport de troupes. En mars 1915, il embarque 4 000 soldats de la 156e division pour les Dardanelles qui y débarquent le 4 mai. Parmi eux, l'enfant-soldat Désiré Bianco qui y était monté clandestinement.
Fin 1915, il est converti en navire-hôpital, avec une capacité de 2 500 lits. Il servira en Méditerranée, rapatriant des blessés du front d'Orient vers le port de Toulon. En avril 1918, il est retransformé en transport de troupes avec une capacité de 5 000 hommes puis utilisé pour convoyer le corps expéditionnaire américain, et ce jusqu’en mars 1919 au sein de la Cruiser and Transport Force. En 1918, une explosion dans la salle des machines fait neuf victimes.

### Reprise du service après guerre
Il reprend son service régulier sous le nom de France en août 1919.
Le luxe du paquebot séduit. Il se dit même que, durant les années 1920, certains clients s’arrachèrent les cabines les plus luxueuses aux enchères et des officiers louaient leur propre cabine. La formule à la carte fait mouche auprès de la clientèle américaine qui se délecte des vins de Loire et de la haute gastronomie parisienne. Le prix Nobel de physique Gabriel Lippman meurt à son bord le 12 juillet 1921
Le France va aussi dans cette période, et comme les autres paquebots transatlantiques, transporter des émigrants, principalement d'Europe centrale, vers les États-Unis. Ces émigrants ne sont plus aussi pauvres que ceux d'avant-guerre et intéressent donc les compagnies maritimes. Le France est capable de les transporter dans des conditions acceptables, proposant ainsi des cabines de quatre à six lits avec sanitaires indépendants et propose aussi pour cette classe économique, des fumoirs, bars et bibliothèques.
En 1923, le paquebot est transformé à la chauffe au mazout. À partir de 1927, il effectue régulièrement des croisières en Europe.
Onze ans après le naufrage du Titanic, en 1923, le France s'est recueilli sur le lieu où le paquebot britannique a coulé et des fleurs ont été jetées à la mer pour rendre hommage aux victimes de la catastrophe.

### Fin
Désarmé au Havre en septembre 1932, le France est vendu pour démolition en novembre 1934. Il quitte Le Havre le 15 avril 1935 pour être démoli à Dunkerque, moins d’un mois avant l’arrivée inaugurale du Normandie.